# Adduction d'eau
Pour les articles homonymes, voir Adduction.

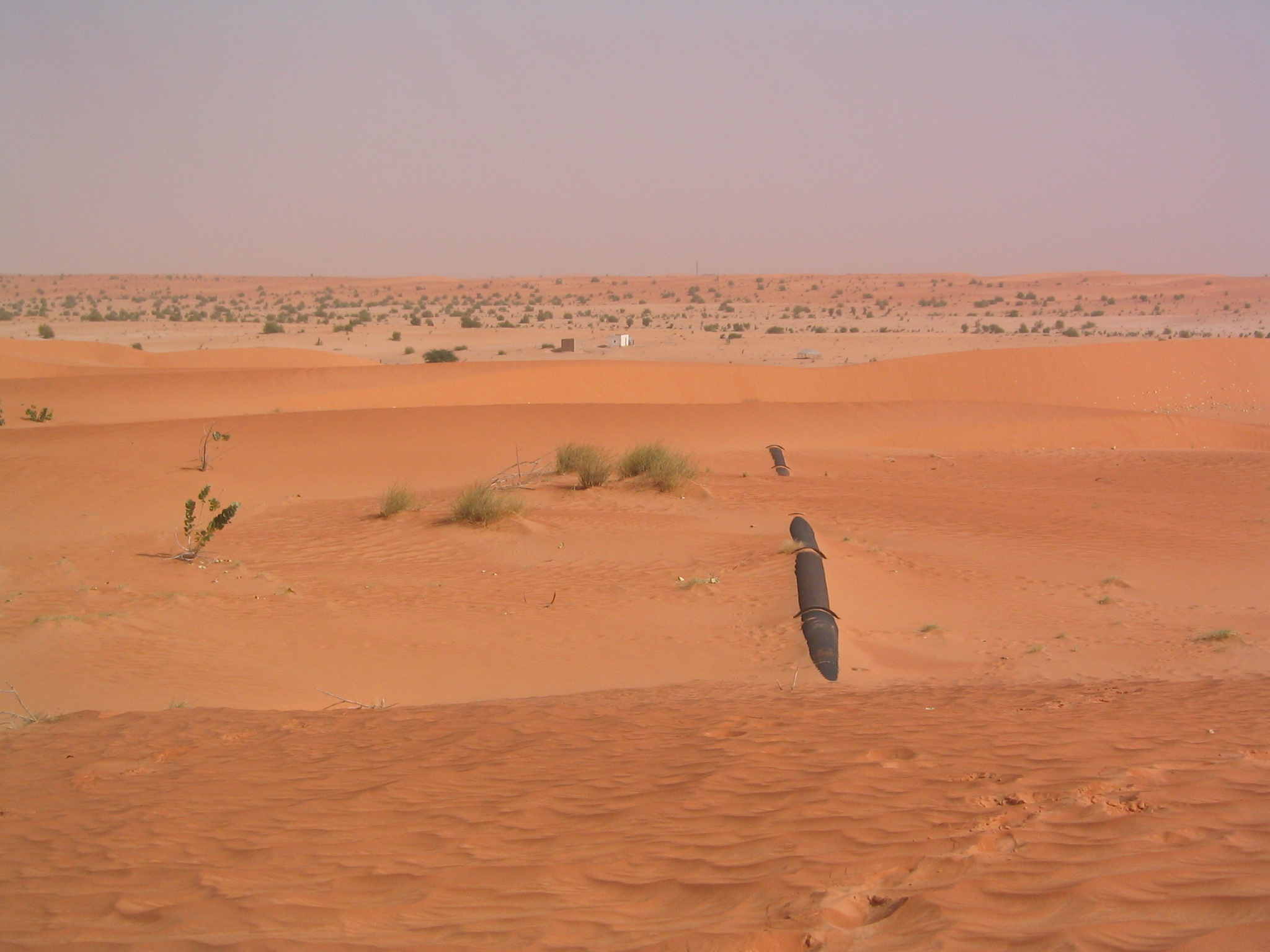
Conduite approvisionnant Nouakchott (Mauritanie) en eau douce depuis la nappe phréatique d'Idini située à 60 km.

L'adduction d'eau regroupe les techniques permettant d'amener l'eau depuis sa source à travers un réseau de conduites ou d'ouvrages architecturaux (aqueduc, qanat) vers les lieux de consommation. Le terme d'adduction vient étymologiquement du latin : ad ducere (mener ou conduire vers, amener, etc.).
1. Architecture des réseaux d'adduction

L'adduction d’eau potable (AEP) peut se diviser en divers éléments :
- la source qui peut éventuellement être un forage équipé d’un système de pompage (cas le plus fréquent), un cours d'eau naturel ou un plan d'eau, notamment dans les premiers réseaux de l'histoire, par exemple chez les Romains ;
- un réseau de transport constitué de canalisations (souvent enterrées), d'ouvrages d'arts (pont, siphon, canal) et d'un système, automatisé ou non, de vannes et de pompes ;
- divers systèmes de stockage intermédiaires ;
- un réseau terminal de distribution amenant l'eau aux consommateurs finaux ou à des points de distribution collectifs (pompes, fontaines, etc.).

## Typologie des systèmes d'adduction d'eau
Il existe deux types d'adduction : 
- l'adduction gravitaire, où l'écoulement de l'eau à des pressions importantes est causé par la différence des niveaux hydrauliques : l'altitude de la source est supérieure à l'altitude du point de consommation, et se déplace donc grâce à la force de gravitation d'où son nom. C'est le principe du château d'eau ;
- l'adduction par refoulement où la pression sur le réseau et l'acheminement de l'eau se fait à l'aide de pompes à l'intérieur de stations de pompage.

## Problèmes divers
- Le coup de bélier. C'est un phénomène répandu : la fermeture instantanée des vannes ou électro-vannes, ou une coupure brutale d'électricité, va  entraîner un retour de l'eau par dépression, d'où un risque pour les canalisations.

On remédie à ces problèmes par des études du régime d'écoulement, du type de matériau à utiliser et leur épaisseur.
- La pollution. Elle peut avoir de nombreuses origines, dont 
  - Une pollution à la source
  - une  pollution microbiologique due à un éventuel biofilm microbien installé dans le réseau ;
  - l'introduction de fibres d'amiante (cancérigènes lorsqu'ingérées) dans l'eau potable, à partir de conduites en amiante-ciment dégradées ;
  - l'exposition du réseau au risque de refoulement ; en effet tous les grands réseaux présentent des fuites. Ce risque est exacerbé dans certaines zones à risques de phénomènes de retrait-gonflement (sous-sol argileux), à risque d'autres mouvements de terrain (glissements de terrain, subsidence due à une baisse de nappe comme à Mexico) et/ou en zone de risque sismique. 
L'entrée d'eau polluée dans le réseau se fait quand il est localement "ouvert" et en dépression ; une dépression se produit en cas de rupture d'alimentation, ou de transfert de charge créant une dépression dans une partie du circuit de distribution. Enfin, si une des extrémités du réseau de conduites est positionnée (noyée) en position ouverte (ou fuyant), dans un récipient ou réservoir contenant une eau biologiquement polluée ou des produits chimique polluants (ex : bacs de dégraissage ou de produits chimiques, fosses, bains, bassin décoratif, etc.) ces contaminants peuvent être aspirés et se retrouver dans le reste du réseau de distribution. 
Selon l'activité du site desservi, un disconnecteur (clapet anti-retour) peut être imposé par la réglementation.
- la submersion d'équipements par des pluies abondantes, une inondation, une submersion marine, etc.

Pour cause de perte de charge dans l'écoulement, il est interdit d'effectuer un piquage sur un conduit d'adduction par refoulement, mais le piquage d'un conduit d'adduction gravitaire est toléré.